# The Gaucho

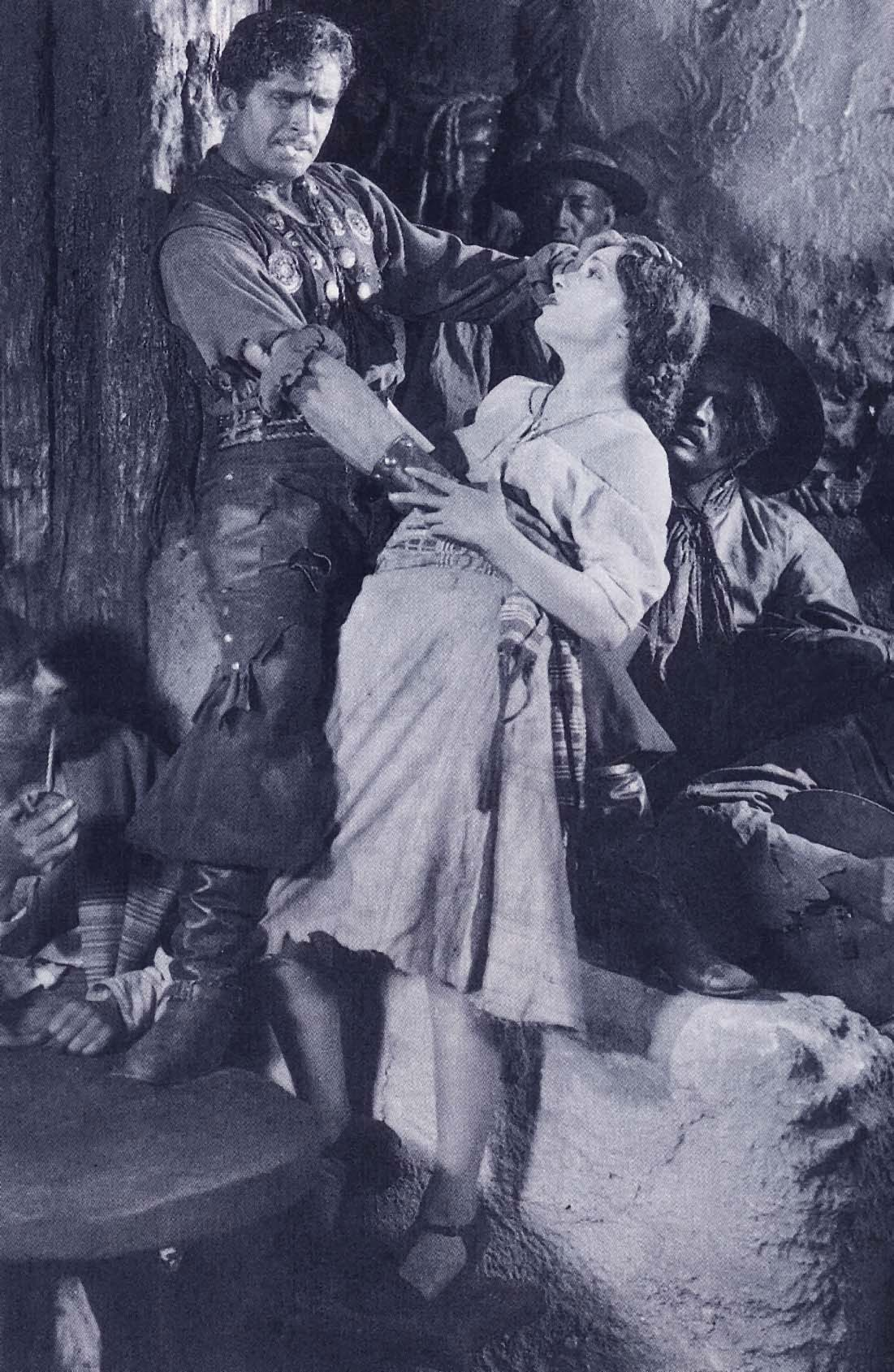
Los actores principales de la película; Lupe Vélez y Douglas Fairbanks en una escena del filme.

The Gaucho (el título oficial fue Douglas Fairbanks as The Gaucho) es una película estadounidense muda de 1927 protagonizada por Douglas Fairbanks y Lupe Vélez con ambientación en Argentina e inspirada en la tradición del Gaucho. Fue dirigida por F. Richard Jones con un metraje de 115 minutos.
El biógrafo de Fairbanks Jeffrey Vance considera la película «casi una obra maestra» y «una anomalía entre sus trabajos». Vance también la considera un «esfuerzo de hacer un film más oscuro en tono, encuadre, y carácter. El espíritu de aventura alocada, tan omnipresente en sus películas previas, está aquí ausente. Ha sido reemplazado por un espiritual fervor y un elemento de sexualidad nunca vista antes en una de sus producciones.»

## Reparto
- Douglas Fairbanks - El Gaucho
- Lupe Vélez - La Chica de Montaña
- Joan Barclay (como Geraine Greear) - La Chica del Santuario (más joven)
- Eve Southern - La Chica del Santuario
- Gustav von Seyffertitz - Ruiz, El Usurpador
- Charles Stevens - Primer Lugarteniente de El Gaucho
- Nigel De Brulier - El Padre
- Albert MacQuarrie - Víctima del Hado Negro
- Mary Pickford - Virgen María (cameo)

## Legado
Una copia restaurada de El Gaucho, creada por el Museo de Arte Moderno, fue mostrada en la Academia de Artes y ciencias cinematográficas en 2008. Posteriormente ha sido proyectada en el MoMA (2008), y en el San Francisco Festival de cine Mudo (2009) para promover el libro Douglas Fairbanks con su autor Jeffrey Vance.
El apodo para los equipos de deportes de la Universidad de California-Santa Barbara es Gauchos en honor a la película.